# Учётно-издательский лист
Учётно-издательский лист — единица объёма всего материала книги (кроме дополнительного рекламного объёма). Эти листы служат для подсчёта и учёта объёма всего издания
Объём издания вычисляемые в учётно-издательских листах (уч. изд. л.) составляет в сумме:
- Авторские листы (как правило 40 000 печатных знаков)
- Дополнительные листы (не созданные автором): выходные сведения, издательская аннотация, оглавление и некоторые другие.

## Общая информация
По количественному значению учётно-издательский лист не отличается от авторского листа и подсчитывается так же, включает дополнительные объекты подсчёта: колонцифры (номера страниц), издательскую аннотацию, оглавление или содержание с заголовками (повторяющими заголовки внутри издания), выходные сведения на обложке, переплёте, суперобложке, корешке, титульном листе, выпускные данные и т. д. Объём печатного издания принято указывать в условных печатных листах и учётно-издательских листах.
В одном и том же печатном листе может уместиться различный объём материала в зависимости от размеров шрифта, а следовательно, количества знаков в строке, количества строк на странице, размера полей и т. п.
В СССР, по крайней мере, в 1970-х годах понятие учётно-издательского листа имело большое значение для определения номинала издания: особым прейскурантом устанавливалась цена одного учётно-издательского листа в зависимости от тематики издания и типа бумаги, и номинал издания определялся путём умножения количества учётно-издательских листов в издании на цену одного учётно-издательского листа, плюс особая надбавка, например, за переплет, суперобложку.